# Vila Medeiros
Vila Medeiros é um distrito situado na Zona Norte do município de São Paulo e pertence à Subprefeitura de Vila Maria-Vila Guilherme.
Localizado entre a Vila Maria, Vila Guilherme, Tucuruvi, Jaçanã, Itapegica e Ponte Grande. Os dois últimos, pertencentes à Guarulhos.

## História
A Vila Medeiros foi fundada em 1924, com o loteamento realizado pela Companhia Paulistana de Terrenos. O primeiro lote dos futuros distritos municipais veio com a Vila Guilherme foi fundada em 1912 e Vila Maria fundada em 1917.
O nome deste teria se originado por causa da família Medeiros de Jordão, que adquiriu a região em 1909.
A população no distrito vem diminuindo a partir dos anos oitenta. Segundo dados da prefeitura municipal da capital paulista, a Vila Medeiros tinha cerca de 162 mil moradores em 1980. Vinte anos depois, a população caiu para pouco mais que 140 mil habitantes. Na última medição, de 2004, a população era de aproximadamente 135 mil pessoas. Ainda assim, é uma das maiores densidades populacionais da cidade.
O número de residências também recuou de 40.283 para 39.323 entre 1991 e 1996.
Em 2002, um estudo da Secretaria do Desenvolvimento, Trabalho e Solidariedade do município da gestão Marta Suplicy, que utilizou metodologia semelhante à empregada pela Organização das Nações Unidas no Índice de Desenvolvimento Humano, mostrou que o Índice de Desenvolvimento Humano da Vila Medeiros era de 0,491, o 61º entre 96 distritos da cidade.
De acordo com a metodologia, era um índice muito baixo (de região africana). Os dados se referiam ao ano de 2000.
Já em 2007, a Secretaria do Trabalho da gestão Gilberto Kassab, com outra metodologia, lançou o Atlas do Trabalho e Desenvolvimento da Cidade de São Paulo, o qual apontava um novo IDH para a Vila Medeiros, de 0,836. O índice é considerado elevado.

## Demografia
Evolução demográfica do distrito de Vila Medeiros

## Bairros
Fazem parte do território de 7,7 km² do distrito 13 bairros, são eles: Vila Medeiros, Vila Sabrina, Vila Ede, Vila Munhoz, Jardim Brasil, Jardim Guançã, Jardim Julieta, Conjunto Promorar Fernão Dias, Jardim Neida, Vila Alegria, Vila Elisa, Vila Luísa, Parque Novo Mundo (parte).

## Dados

### Demográficos
- Taxa de crescimento: -0,87 (1996-2000)

### Habitação
- Número de residências: 40.283 (1991)
- Número de residências: 39.323 (1996)
- Número de residências: 40.015 (2000)

### Comércio
- Indústria da transformação: 5.131
- Serviços: 4.834
- Comércio: 2.896
- Construção Civil: 384
- Serv. Ind. Util. Pública: 6
- Agropecuária: 3
- Extração mineral: 0

### Outros
- Taxa de Mortalidade Infantil: 18,6 (2004)
- Centros de Juventude

1. Equipamentos: 6
2. Capacidade: 785

- Estabelecimentos e Matrículas de Ensino Fundamental por Rede

1. Estabelecimentos: 29 (14 estaduais, 5 municipais e 10 particulares)
2. Matrícula: 19.206 (10.343 estaduais, 6.505 municipais e 2.358 particulares)

- Estabelecimentos e Matrículas de Ensino Médio por Rede

1. Estabelecimentos: 10 (4 estaduais e 6 particulares)
2. Matrícula: 4.230 (3.739 estaduais e 491 particulares)

- Hospitais e Leitos por Rede

1. Hospital: 4 (2 municipais e 2 particulares)
2. Leitos: 80 (40 municipais e 40 particulares)

Fonte: IBGE e Prefeitura da Cidade de São Paulo.

## Distritos e municípios limítrofes
- Guarulhos (Leste)
- Jaçanã (Norte e Nordeste)
- Tucuruvi (Noroeste)
- Vila Guilherme (Sudoeste)
- Vila Maria (Sul)